# Grammy Award for Best Soul Gospel Performance
Der Grammy Award for Best Soul Gospel Performance, auf Deutsch „Grammy-Auszeichnung für die beste Soul-Gospel-Darbietung“, ist ein Musikpreis, der von 1969 bis 1977 von der amerikanischen Recording Academy im Bereich der Gospelmusik verliehen wurde.

## Geschichte und Hintergrund
Die seit 1959 verliehenen Grammy Awards werden jährlich in zahlreichen Kategorien von der Recording Academy in den Vereinigten Staaten vergeben, um künstlerische Leistung, technische Kompetenz und hervorragende Gesamtleistung ohne Rücksicht auf die Album-Verkäufe oder Chart-Position zu würdigen.
Eine dieser Kategorien ist der Grammy Award for Best Soul Gospel Performance. Der Preis wurde von 1969 bis 1977 vergeben. 1978 wurde die Auszeichnung in zwei Preise aufgeteilt, den Grammy Award for Best Soul Gospel Performance, Traditional und den Grammy Award for Best Soul Gospel Performance, Contemporary.

## Gewinner und Nominierte
| Jahr | Gewinner              | Nationalität       | Werk                                              | Nominierte | Bild des/der Gewinner(s) |
| ---- | --------------------- | ------------------ | ------------------------------------------------- | --- | ------------------------ |
| 1969 | Dottie Rambo          | Vereinigte Staaten | The Soul of Me                                    | - Bread of Heaven, Parts 1 & 2 – James Cleveland & Angelic Choir - Long Walk to D.C. – Staple Singers - Only Believe – Swan Silvertones - Wait a Little Longer – Davis Sisters - Willa Dorsey: The World's Most Exciting Gospel Singer – Willa Dorsey           |                          |
| 1970 | Edwin Hawkins Singers | Vereinigte Staaten | Oh Happy Day                                      | - Cassietta"– Cassietta George - Come On And See About Me – James Cleveland, Southern California Choir - Guide Me, O Thou Great Jehovah – Mahalia Jackson - Precious Memories – Sister Rosetta Tharpe                                                           |                          |
| 1971 | Edwin Hawkins         | Vereinigte Staaten | Every Man Wants To Be Free                        | - Amazing Grace – James Cleveland - Christian People – Andraé Crouch - God Gave Me a Song – Myrna Summers - Hello Sunshine – Jessy Dixon |                          |
| 1972 | Shirley Caesar        | Vereinigte Staaten | Put Your Hand in the Hand of the Man from Galilee | - Great Moments in Gospel – Clara Ward - Pass Me Not – Dottie Rambo - The Five Blind Boys of Alabama – Blind Boys of Alabama - There Is a God – Valerie Simpson                                                                                                 |                          |
| 1973 | Aretha Franklin       | Vereinigte Staaten | Amazing Grace                                     | - Jesus Lover Of My Soul – Edwin Hawkins Singers - Last Mile of the Way – Clara Ward - My Sweet Lord – B.C. & M. Choir - Precious Memories – Aretha Franklin, James Cleveland                                                                                   |                          |
| 1974 | Dixie Hummingbirds    | Vereinigte Staaten | Loves Me Like a Rock                              | - Down Memory Lane – James Cleveland - He Ain’t Heavy – Jessy Dixon - New World – Edwin Hawkins Singers - You’ve Got a Friend – Swan Silverstones |                          |
| 1975 | James Cleveland       | Vereinigte Staaten | In The Ghetto                                     | - Edwin Hawkins Singers Live – Edwin Hawkins Singers - Father Alone – Ike Turner - My Desire – Five Blind Boys - The Gospel According to Ike and Tina – Ike & Tina Turner                                                                                       |                          |
| 1976 | Andraé Crouch         | Vereinigte Staaten | Take Me Back                                      | - God Has Smiled on Me – James Cleveland mit den Voices of Tabernacle - Jesus Is the Best Thing – James Cleveland, Charles Fold Singers - The Storm Is Passing Over – 21st Century - To the Glory of God – James Cleveland, Southern California Community Choir |                          |
| 1977 | Mahalia Jackson       | Vereinigte Staaten | How I Got Over                                    | - Give It to Me – James Cleveland & the Southern California Community Choir - This Is Another Day – Andrae Crouch & The Disciples - Touch Me, Vol. 2 – James Cleveland & the Charles Fold Singers - War on Sin – Inez Andrews                                   |                          |